# 경복흥
경복흥(慶復興, ?~1380년(우왕 6년))은 고려 말기의 문관(文官), 무관(武官), 재상(宰相), 정치가(政治家)이다.

## 생애
경복흥은 권세가 대신 중 한명이다. 무인집정자 경대승(慶大升)의 후손으로 원나라, 왜구 등을 무찌르고 평장사, 찬성사를 거쳐 수문하시중에 올라서 신돈을 축출하려 하다가 실패, 귀양살이를 했다. 이후 신돈이 제거된 후 문하시중으로 등용되었다. 그는 권세가 출신이었는데 그래도 청렴했다. 그러나 결국 이인임에게 무고당해 귀양가서 죽었다.
본관은 청주(淸州)이다. 부원파(附元派)를 제거하고 홍건적의 침입을 막아냈다. 초명은 경천흥(慶千興)이며 그의 아버지는 우대언(右代言)을 지낸 경사만(慶斯萬)이다.
1352년 음서로 관직에 등용되어 감찰 장령 등을 거쳐 1354년 (고려 공민왕 3년) 군부판서(軍簿判書) 1357년 지정사상의(知政事商議)가 되었다. 이때 왜구가 빈번히 침입해오고 북방의 정세도 불안정하여 도성(都城) 수축 논의가 일어나자 정세운(鄭世雲) 유숙(柳淑) 등과 함께 백성의 피폐를 이유로 반대하여 이를 중지시켰다. 1359년에는 기철(奇轍)등 부원파 일당을 숙청한 공로로 일등공신에 봉해졌으며 서북면원수로 홍건적의 침입을 막아냈다. 1364년 1월 원이 고려 왕으로 임명한 덕흥군(德興君)을 앞세우고 최유(崔濡)가 쳐들어오자 서북면도원수가 되어 이순(李珣) 최영(崔瑩) 안우경(安遇慶) 등과 함께 이들을 물리쳤다. 이 공으로 좌시중(左侍中)에 올랐다. 1365년 수시중(守侍中)이 되었으나 신돈의 배척을 받아 파직되었고, 청원부원군(淸原府院君)으로 봉해졌다. 1367년 오인택(吳仁澤) 안우경 김원명(金元命) 등과 신돈을 제거하려다가 발각되어 흥주(興州)로 유배되었다. 1371년 신돈이 살해되자 다시 좌시중이 되었다.
그 후 문하시중을 거쳐 1377년(우왕 3) 수성도통사(守城都統使)로서 개성까지 쳐들어온 왜구에 대비했다. 1380년, 술을 마시고 회의에 참석 안 했다는 이유로 이인임, 임견미 등에게 쫓겨나 청주로 귀양갔다가 거기서 죽었다.
시호는 정렬(貞烈)이다.

## 경복흥이 등장하는 작품

### TV 드라마
- 《개국》(KBS, 1983년~1983년, 배우: 박용식)
- 《신돈》(MBC, 2005년~2006년, 배우: 김명수)
- 《정도전》(KBS, 2014년~2014년, 배우: 김진태)

## 참고 문헌
- 고려사(高麗史)
- 고려사절요(高麗史節要)